# Samy Pavel

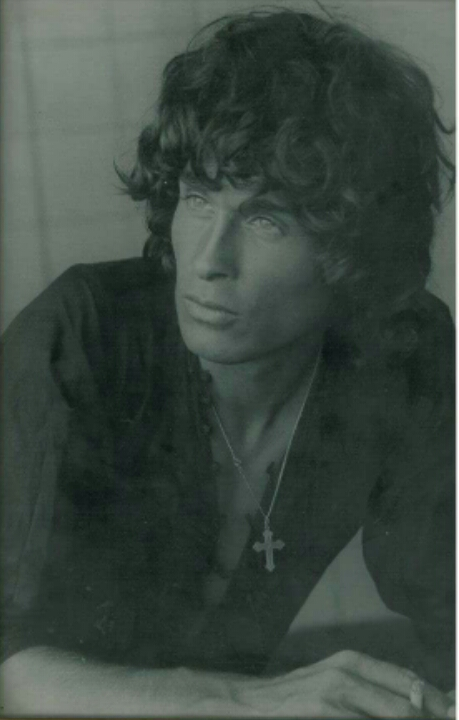
Samy Pavel, 1969

Samy Pavel (* 5. November 1944 in Kairo als Sami Seraphim) ist ein ägyptisch-belgischer Schauspieler, Filmregisseur und Filmproduzent.

## Leben
Samy Pavels Filmkarriere begann in Ägypten, als er im Alter von 15 Jahren unter dem Namen Sami Loufti eine Rolle in dem Film  Sultan Saladin  von Youssef Chahine spielte.
1960 zog er nach Belgien, wo er am INSAS (Institut national supérieur des arts du spectacle et des techniques de diffusion) in Brüssel Schauspiel studierte. Danach besuchte er Schauspielkurse bei Yves Furet in Paris. Ab 1962 stand er in Paris und in Brüssel auf Theaterbühnen. Am Théâtre royal des Galeries in Brüssel spielte er eine Rolle in Huis clos von Jean-Paul Sartre sowie in Maître après Dieu von Jan de Hartog. 1969 hatte er eine Hauptrolle in dem Film Sotto il segno dello scorpione der Brüder Taviani und 1971 in San Michele aveva un gallo, ebenfalls von den Taviani-Brüdern, der 1972 in Cannes gezeigt wurde. In der italienischen Filmkomödie The Golden Ass (L’asino d’oro: Processo per fatti strani contro Lucius Apuleius cittadino Romano) von Sergio Spina aus dem Jahr 1970 spielte er die Rolle des Apuleius. 1971 hatte er eine der beiden Hauptrollen in Gianni Vernuccios Film Paolo e Francesca.
Mit 27 Jahren drehte er seinen ersten Spielfilm Les deux saisons de la vie. Der Film, für den er auch das Drehbuch schrieb und für den Ennio Morricone den Soundtrack komponierte, hatte 1972 in Venedig Premiere, wo er als bester Erstlingsfilm ausgezeichnet wurde (Premio Arca Cinema Giovani). 1974 drehte er den Film Miss O’Gynie et les hommes fleurs, das Filmdebüt von Niels Arestrup und der erste Film überhaupt, für den Gabriel Yared die Musik komponierte.
Sein bisher letzter Film, In a Small World, der in Sri Lanka produziert wurde, hatte im Oktober 2012 in Thailand Premiere.

## Filmografie (Auswahl)
- 1963: Saladin,  Darsteller; Regie Youssef Chahine
- 1969: La Loi des gangsters, Darsteller; Regie: Siro Marcellini
- 1969: Sous le signe du scorpion, (Sotto il segno dello scorpione) Darsteller; Regie: Paolo und Vittorio Taviani
- 1970: L'asino d'oro: processo per fatti strani contro Lucius Apuleius cittadino romano, Darsteller; Regie: Sergio Spina
- 1970: Pussycat, Pussycat, I Love You, Darsteller; Regie: Rodney Amateau
- 1971: Paolo e Francesca, Darsteller; Regie: Gianni Vernuccio
- 1971: San Michele aveva un gallo, Darsteller; Regie: Paolo und Vittorio Taviani
- 1972: Les Deux Saisons de la vie, Drehbuch und Regie
- 1974: Miss O’Gynie et les hommes fleurs, Drehbuch und Regie
- 1976: L’arriviste, Drehbuch und Regie
- 1979: Claude François, le film de sa vie, Dokumentarfilm; Regie
- 1984: La maison de la mémoire, Drehbuch und Regie
- 1985: L’été provisoire, Schauspieler, Regie
- 1993: La passion Van Gogh, Drehbuch und Regie
- 1994: Le moulin de Daudet, Produzent, Drehbuch und Regie
- 2001: The Music Garden
- 2012: In a Small World, Drehbuch und Regie